# Montévrain
Montévrain – miejscowość i gmina we Francji, w regionie Île-de-France, w departamencie Sekwana i Marna.
Według danych na rok 1990 gminę zamieszkiwały 1794 osoby, a gęstość zaludnienia wynosiła 329 osób/km² (wśród 1287 gmin regionu Île-de-France Montévrain plasuje się na 506. miejscu pod względem liczby ludności, natomiast pod względem powierzchni na miejscu 646.).